# Carlos Aguilera Ruiz
Carlos Javier Aguilera Ruiz (Burgos, Castilla y León, el 30 de abril de 1989) es un entrenador de fútbol español que actualmente dirige al Burgos Club de Fútbol Promesas en la Segunda Federación.

## Trayectoria
Carlos Aguilera inició su carrera como entrenador en las categorías inferiores del Burgos Club de Fútbol Promesas, tras ser jugador durante diez temporadas formado en los escalafones del club burgalés.
En la temporada 2017-18, dirige al juvenil "A" del Burgos Club de Fútbol Promesas.
En la temporada 2018-19, firma como entrenador del Burgos Club de Fútbol Promesas de la Tercera División de España, al que dirige durante dos temporadas.
El 16 de enero de 2021, regresa al banquillo del Burgos Club de Fútbol Promesas de la Tercera División de España, tras la salida de Óscar Río "Fosky".
El 5 de junio de 2021, logra el ascenso a la Segunda Federación, tras vencer al Club Deportivo Mirandés "B".
En la temporada 2021-22, dirige al Burgos Club de Fútbol Promesas en la Segunda Federación.

## Clubes
| Club                                   | País   | Año       |
| -------------------------------------- | ------ | --------- |
| Burgos Club de Fútbol Promesas Juvenil | España | 2017-2018 |
| Burgos Club de Fútbol Promesas         | España | 2018-2020 |
| Burgos Club de Fútbol Promesas         | España | 2021-act. |